# Héros de la République (Corée du Nord)
Héros de la République (en coréen : 공화국영웅) est un titre honorifique nord-coréen. Il a été créé le 30 juin 1950 en tant que héros de la République populaire de Corée (en coréen : 조선인민공화국영웅). C'était le premier titre créé dans le pays. Bien qu'ayant été créé cinq jours seulement après le début de la guerre de Corée, le lien semble fortuit. 533 personnes ont reçu le titre de Héros de la République pendant la guerre, et bien d'autres depuis.

## Histoire
Ce titre été créé en 1950 et est calqué sur la distinction soviétique « Héros de l'Union Soviétique », qui a été créé en 1934.

## Éligibilité
L'attribution de ce titre est assez rare, la plupart du temps il est décerné pour des exploits sur le champ de bataille et bien souvent à titre posthume. Plus rarement et plus récemment, il est décerné pour les actions en faveur de la paix, pour des sportifs ou pour des scientifiques.

## Ordre de préséance
Puisqu'il n'y a pas d'ordre de préséance convenu des titres, ordres et médailles nord-coréens, il n'est pas possible d'établir définitivement le rang de Héros de la République, mais ce rang est considéré comme étant le plus élevé.
Mais selon le manuel de la Corée du Nord de Yonhap, le héros de la République se classe au-dessous de l'Ordre de Kim Il-sung mais au-dessus du héros du travail. D'autre part, Martin Weiser classe le titre de « Héros du travail » comme étant le plus élevé.

## Récipiendaire
(septembre 2021).
- Kim Gun-ok[6]
- Yi Wan-kun[6]
- Kim Ki-ok[6]
- Yi Mun-sun[6]
- Chon Gi-ryon[6]
- Kim Pong-ho[6]
- Kim Il-sop[6]
- Ri Hun[6]
- Kim Hong-yop[6]
- Chong Hak-pong[6]
- Kim Chin-kol[6]

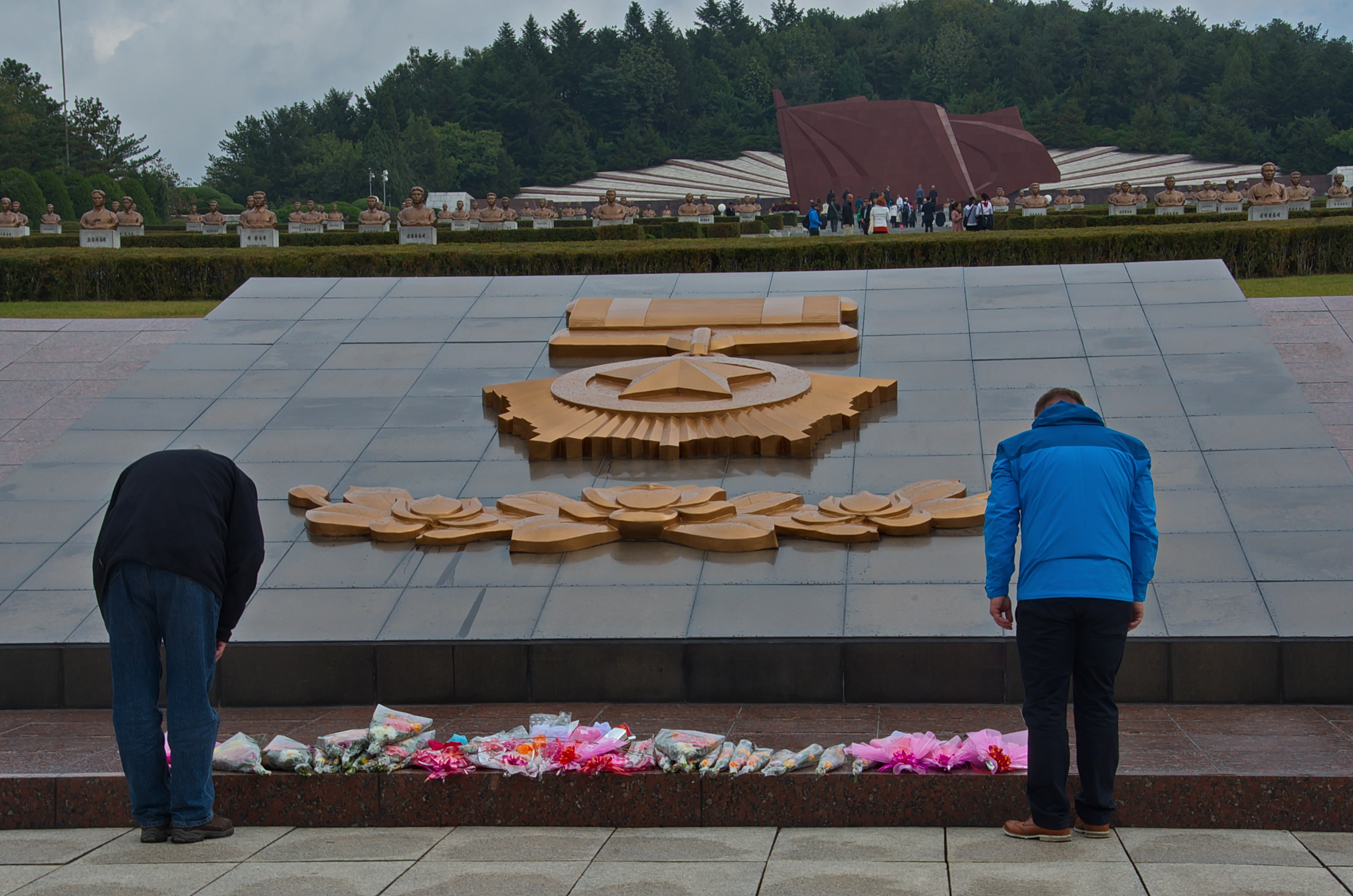
Relief représentant le prix au cimetière des martyrs révolutionnaires.

- Cho Sun-ok, posthumously awarded June 19,1973 for sacrificing herself to blow up a tank[7]
- Kim Ki-u, first awarded March 28, 1951, made double Hero of the Republic on April 12,1951, shot down 11 enemy aircraft from late February to late March[8]
- Kang Ho-yong, died 19 February, 1951[8]
- Shin Ki-chol, died 22 September, 1952[8]
- Kim Sung-un[8]
- Pak Hong-sin[8]
- Pak Gye-rim[8]
- Han Gye-yol, died 23 April, 1951[8]
- Pyong Ik-do, sniper in Korean War[9]
- Kim Ui-song, awarded May 19, 1951[10]
- Ri Dae-hun, died 15 September, 1951[8]
- Kim Jong-hee[8]
- Choi Jong-ung, died 3 September, 1951[8]
- Ri Chang-hae, died 4 August 1950[8]
- Park Si-ryol, died 29 July 1950[8]
- Cho Gun-sil, died 14 April 1951[8]
- Ho U[8]
- Kim Chang-gum (Jang Chang-chol), two names on gravestone[8]
- Kim Il-chol[11]
- Paek Hak-rim, awarded October 1988[12]
- Hwang Soon-hee, April 1992[13]
- Kim Chol-man first awarded September 1968, Deputy Chief of Staff of the Korean People's Army; later key member of the Central Military Commission, the Politburo, and the National Defence Commission[14], double hero April 1992[15]
- Choe Ryong-hae (1993), first secretary of the Kimilsungist-Kimjongilist Youth League and Central Committee member; later President of the Presidium of the Supreme People's Assembly and First Vice Chairman of the State Affairs Commission[16]
- Lee Soo-bok[17]
- Ri Kyong-sim (May 2013)[18]
- Choi Song-suk, April 1992[15].
- Kim Song-jin, hit by 11 bullets[19].
- Submarine captain, co-captain, chief engineer, and boatswain responsible for the ROKS Cheonan sinking (October 2010)[20]
- Army Marshal O Jin-u was made a Hero of the Republic in (February 1968) and Double Hero (February 1992)[15].
- Choe Hyon, commander of the North Korean II Corps and Minister of People's Armed Forces[21]
- Kim Jong-suk (posthumous), wife of Kim Il-sung and Communist anti-Japanese guerrilla[réf. nécessaire]
- Jong Song-ok, gold medalist in the 1999 World Championships in Athletics Women's Marathon in Seville[22]
- Lee Kwon-mu, Korean People's Army lieutenant general and commander of the North Korean 3rd Division during the Battle of Taejon[23]
- Kim Il-sung, 1st Supreme Leader of North Korea, (thrice: August 1953, April 1972, April 1982)[24]
- Kim Jong-il, 2nd Supreme Leader of North Korea, (four times: 1975, 1982, 1992, and 2011)[25]
- Peng Dehuai, Yuan Shuai de l'Armée populaire de libération et commandant de l'Armée des volontaires du peuple chinois pendant la Guerre de Corée[2]
- Mao Anying (posthumous)[réf. nécessaire]
- Wu Xianhua (posthumous)[réf. nécessaire]
- Xu Jiayou (posthumous)[réf. nécessaire]
- Li Jiafa (posthumous)[réf. nécessaire]
- Choe Kwang, first awarded February 1968, double hero April 1992[26].
- Josip Broz Tito, Prime Minister and President of Yugoslavia (25 August 1977)[27]
- Fidel Castro, Prime Minister and President of Cuba, (March 1986)
- Ziaur Rahman, President of Bangladesh
- Vladimir Podolkhov[réf. nécessaire]
- Jong Kwang-son (10 December 1996)[28]
- Hwang Chol (March 24, 2021)[29]